# Srđan Dimitrov
Srđan Dimitrov (serbisch-kyrillisch Срђан Димитров, * 28. Juli 1992 in Novi Sad) ist ein serbischer Fußballspieler.

## Karriere
Seinen ersten Vertrag unterschrieb Srđan Dimitrov 2011 in Inđija bei FK Inđija. Der Verein spielte in der zweiten Liga, der Prva Liga. 2010 wurde er mit dem Verein Meister der Liga und stieg in die erste Liga auf. Nach vier Jahren wechselte er nach Kruševac und schloss sich dem FK Napredak Kruševac an. Nach 51 Spielen und sieben Toren ging er 2016 zurück zum FK Inđija. Im Juni wechselte er nach Malta und unterschrieb einen Vertrag beim FC Birkirkara. Im September 2017 zog es ihn nach Lettland, wo er für FK RFS aus Riga spielte. Nach vier Monaten kehrte er nach Malta zurück, wo er sich wieder dem FC Birkirkara anschloss. Im Juni 2018 verließ er den Verein wieder und ging nach Thailand. Hier spielte er die Rückrunde für den Erstligisten Ubon UMT United aus Ubon Ratchathani. Nachdem der Verein nach Ende der Saison abgestiegen war, verließ er Thailand und wechselte in seine Heimat, wo er Anfang 2019 einen Vertrag bei seinem ehemaligen Verein FK Inđija unterschrieb. Der Verein spielte in der zweiten serbischen Liga, der Prva Liga. 2019 belegte er mit dem Klub den dritten Tabellenplatz und stieg in die erste Liga auf. Für Inđija absolvierte er insgesamt 39 Ligaspiele. Ende September 2020 ging er nach Ungarn, wo er sich dem MTK Budapest FC anschloss. Für den Erstligisten aus der ungarischen Hauptstadt Budapest bestritt er 36 Erstligaspiele. Dann folgten der heimische FK Novi Sad sowie Zweitligist Oqschetpes Kökschetau aus Kasachstan. Die Saison 2024/25 spielte Dimitrov erst für den unterklassigen FK Železničar Inđija und seit der Winterpause steht er wieder beim FK Inđija unter Vertrag.

## Erfolge
- Serbischer Zweitligameister: 2010, 2016, 2022
- Kasachischer Zweitligameister: 2024